# 49e cérémonie des Golden Globes
La 49e cérémonie des Golden Globes a eu lieu le 18 janvier 1992, récompensant les films et séries diffusés en 1991 et les professionnels s'étant distingués cette année-là.

## Palmarès
Les lauréats sont indiqués ci-dessous en premier de chaque catégorie et en caractères gras.

### Cinéma

#### Meilleur film dramatique
- Bugsy
  - JFK
  - Le Prince des marées (The Prince of Tides)
  - Le Silence des agneaux (The Silence of the Lambs)
  - Thelma et Louise (Thelma and Louise)

#### Meilleur film musical ou comédie
- La Belle et la Bête (Beauty and the Beast)
  - La Vie, l'Amour, les Vaches (City Slickers)
  - Les Commitments (The Commitments)
  - The Fisher King : Le Roi pêcheur (The Fisher King)
  - Beignets de tomates vertes (Fried Green Tomatoes)

#### Meilleur réalisateur
- Oliver Stone pour JFK
  - Jonathan Demme pour Le Silence des agneaux (The Silence of the Lambs)
  - Terry Gilliam pour The Fisher King : Le Roi pêcheur (The Fisher King)
  - Barry Levinson pour Bugsy
  - Barbra Streisand pour Le Prince des marées (The Prince of Tides)

#### Meilleur acteur dans un film dramatique
- Nick Nolte pour le rôle de Tom Wingo dans Le Prince des marées (The Prince of Tides)
  - Warren Beatty pour le rôle de Bugsy Siegel dans Bugsy
  - Kevin Costner pour le rôle de Jim Garrison dans JFK
  - Robert De Niro pour le rôle de Max Cady dans Les Nerfs à vif (Cape fear)
  - Anthony Hopkins pour le rôle d'Hannibal Lecter dans Le Silence des agneaux (The Silence of the Lambs)

#### Meilleure actrice dans un film dramatique
- Jodie Foster pour le rôle de Clarice Starling dans Le Silence des agneaux (The Silence of the Lambs)
  - Annette Bening pour le rôle de Virginia Hill dans Bugsy
  - Geena Davis pour le rôle de Thelma Dickinson dans Thelma et Louise (Thelma and Louise)
  - Laura Dern pour le rôle de Rose dans Rambling Rose
  - Susan Sarandon pour le rôle de Louise Sawyer dans Thelma et Louise (Thelma and Louise)

#### Meilleur acteur dans un film musical ou une comédie
- Robin Williams pour le rôle de Parry dans The Fisher King : Le Roi pêcheur (The Fisher King)
  - Billy Crystal pour le rôle de Mitch Robbins dans La Vie, l'Amour, les Vaches (City Slickers)
  - Dustin Hoffman pour le rôle du Capitaine James Crochet dans Hook ou la Revanche du capitaine Crochet (Hook)
  - Kevin Kline pour le rôle de Jeffrey Anderson / Dr. Rod Randal dans La télé lave plus propre (Soapdish)
  - Jeff Bridges pour le rôle de Jack Lucas dans The Fisher King : Le Roi pêcheur (The Fisher King)

#### Meilleure actrice dans un film musical ou une comédie
- Bette Midler pour le rôle de Dixie Leonard dans For the Boys
  - Ellen Barkin pour le rôle d'Amanda Brooks dans Dans la peau d'une blonde (Switch)
  - Kathy Bates pour le rôle d'Evelyn Couch dans Beignets de tomates vertes (Fried Green Tomatoes)
  - Anjelica Huston pour le rôle de Morticia Addams dans La Famille Addams (The Addams Family)
  - Michelle Pfeiffer pour le rôle de Frankie dans Frankie et Johnny (Frankie and Johnny)

#### Meilleur acteur dans un second rôle
- Jack Palance pour le rôle de Curly Washburn dans La Vie, l'Amour, les Vaches (City Slickers)
  - Ned Beatty pour le rôle de Josef Locke dans Hear My Song
  - John Goodman pour le rôle de Charlie Meadows dans Barton Fink
  - Harvey Keitel pour le rôle de Mickey Cohen dans Bugsy
  - Ben Kingsley pour le rôle de Meyer Lansky dans Bugsy

#### Meilleure actrice dans un second rôle
- Mercedes Ruehl pour le rôle d'Anne dans The Fisher King : Le Roi pêcheur (The Fisher King)
  - Nicole Kidman pour le rôle de Drew Preston dans Billy Bathgate
  - Diane Ladd pour le rôle de Mère dans Rambling Rose
  - Juliette Lewis pour le rôle de Danielle Bowden dans Les Nerfs à vif (Cape fear)
  - Jessica Tandy pour le rôle de Ninny Threadgoode dans Beignets de tomates vertes (Fried Green Tomatoes)

#### Meilleur scénario
- Thelma et Louise (Thelma and Louise) – Callie Khouri
  - Grand Canyon – Lawrence Kasdan et Meg Kasdan
  - Le Silence des agneaux (The Silence of the Lambs) – Ted Tally
  - Bugsy – James Toback
  - JFK – Oliver Stone et Zachary Sklar (de)

#### Meilleure chanson originale
- "Beauty and the Beast" interprétée par Peabo Bryson et Céline Dion – La Belle et la Bête (Beauty and the Beast)
  - "Be Our Guest" interprétée par Angela Lansbury et Jerry Orbach – La Belle et la Bête (Beauty and the Beast)
  - "Dreams to dream" interprétée par Cathy Cavadini – Fievel au Far West (An American Tail: Fievel Goes West)
  - "(Everything I Do) I Do It for You" interprétée par Bryan Adams – Robin des Bois, prince des voleurs (Robin Hood: Prince of Thieves)
  - "Tears in Heaven" interprétée par Eric Clapton – Rush

#### Meilleure musique de film
- La Belle et la Bête (Beauty and the Beast) – Alan Menken
  - En liberté dans les champs du seigneur (At Play in the Fields of the Lord)  – Zbigniew Preisner
  - Bugsy – Ennio Morricone
  - Dead Again – Patrick Doyle
  - For the Boys – Dave Grusin
  - Robin des Bois, prince des voleurs – Michael Kamen

#### Meilleur film étranger
- Europa Europa (Hitlerjunge Salomon) •  Allemagne
  - La Double Vie de Véronique •  Pologne /  France
  - Nikita •  France
  - Madame Bovary •  France
  - Talons aiguilles (Tacones lejanos) •  Espagne
  - Zateryannyy v Sibiri (Zateryannyy v Sibiri) •  Union soviétique

### Télévision
Note : le symbole « ♕ » rappelle le gagnant de l'année précédente (si nomination).

#### Meilleure série dramatique
- Bienvenue en Alaska (Northern Exposure)
  - Les Ailes du destin (I'll Fly Away)
  - New York, police judiciaire (Law and Order)
  - Beverly Hills 90210
  - La Loi de Los Angeles (L.A. Law)

#### Meilleure série musicale ou comique
- Brooklyn Bridge
  - Les Craquantes (The Golden Girls)
  - Murphy Brown
  - Evening Shade
  - Cheers

#### Meilleure mini-série ou meilleur téléfilm
- La Guerre de Mary Lindell (One Against the Wind)
  - Separate But Equal
  - La Nouvelle Vie de Sarah (Sarah, Plain and Tall)
  - The Josephine Baker Story
  - In a Child's Name

#### Meilleur acteur dans une série dramatique
- Scott Bakula pour le rôle du Dr Samuel « Sam » Beckett dans Code Quantum (Quantum Leap)
  - Mark Harmon pour le rôle du Det. Dicky Cobb dans La Voix du silence (Reasonable Doubts)
  - James Earl Jones pour le rôle de Gabriel Bird dans Gabriel Bird : profession enquêteur (Gabriel's Fire puis Pros and Cons)
  - Rob Morrow pour le rôle de Joel Fleischman dans Bienvenue en Alaska (Northern Exposure)
  - Carroll O'Connor pour le rôle du Chef William « Bill » Gillespie dans Dans la chaleur de la nuit (In the Heat of the Night)
  - Sam Waterston pour le rôle de Forrest Bedford dans Les Ailes du destin (I'll Fly Away)

#### Meilleure actrice dans une série dramatique
- Angela Lansbury pour le rôle de Jessica B. Fletcher dans Arabesque
  - Marlee Matlin pour le rôle de Tess Kaufman dans La Voix du silence (Reasonable Doubts)
  - Janine Turner pour le rôle de Maggie O'Connell dans Bienvenue en Alaska (Northern Exposure)
  - Sharon Gless pour le rôle de Rosie O'Neill dans The Trials of Rosie O'Neill
  - Susan Dey pour le rôle de Grace van Owen dans La Loi de Los Angeles (L.A. Law)

#### Meilleur acteur dans une série musicale ou comique
- Burt Reynolds pour le rôle de Wood Newton dans Evening Shade
  - Craig T. Nelson pour le rôle du Coach Hayden Fox dans Coach
  - Ted Danson pour le rôle de Sam Malone dans Cheers
  - Neil Patrick Harris pour le rôle du Docteur Douglas « Doogie » Howser dans Docteur Doogie (Doogie Howser, M.D.)
  - Ed O'Neill pour le rôle de Al Bundy dans Mariés, deux enfants (Married… with Children)

#### Meilleure actrice dans une série musicale ou comique
- Candice Bergen pour le rôle de Murphy Brown dans Murphy Brown
  - Katey Sagal pour le rôle de Peggy Bundy dans Mariés, deux enfants (Married… with Children)
  - Jamie Lee Curtis pour le rôle de Hannah Miller dans Anything But Love
  - Roseanne Barr pour le rôle de Roseanne harris Conner dans Roseanne
  - Kirstie Alley pour le rôle de Rebecca Howe dans Cheers

#### Meilleur acteur dans une mini-série ou un téléfilm
- Beau Bridges pour le rôle de James Brady dans Without Warning: The James Brady Story 
  - Sidney Poitier pour le rôle de Thurgood Marshall dans Separate But Equal
  - Sam Neill pour le rôle de Major James Leggatt dans La Guerre de Mary Lindell (One Against the Wind)
  - Peter Falk pour le rôle du Lieutenant Columbo dans Columbo (Columbo and the Murder of a Rock Star) Saison 10 Episode 3
  - Sam Elliott pour le rôle de Conn Conagher dans Conagher

#### Meilleure actrice dans une mini-série ou un téléfilm
- Judy Davis pour le rôle de la Comtesse Mary Lindell dans La Guerre de Mary Lindell (One Against the Wind)
  - Lynn Whitfield pour le rôle de Josephine Baker dans The Josephine Baker Story
  - Jessica Tandy pour le rôle de Grace McQueen / Granny Goodheart dans The Story Lady
  - Glenn Close pour le rôle de Sarah Wheaton dans La Nouvelle Vie de Sarah (Sarah, Plain and Tall)
  - Sally Kirkland pour le rôle de Janet Smurl dans La maison hantée (The Haunted)

#### Meilleur acteur dans un second rôle dans une série, une mini-série ou un téléfilm
- Louis Gossett Jr. pour le rôle de Sidney Williams dans The Josephine Baker Story
  - Larry Drake pour le rôle de Benny Stulwicz dans La Loi de Los Angeles (L.A. Law)
  - Michael Jeter pour le rôle de Herman Stiles dans Evening Shade
  - Richard Kiley pour le rôle de Earl Warren dans Separate But Equal
  - Dean Stockwell pour le rôle de l'Amiral Albert « Al » Calavicci dans Code Quantum (Quantum Leap)

#### Meilleure actrice dans un second rôle dans une série, une mini-série ou un téléfilm
- Amanda Donohoe pour le rôle de Cara Jean « C.J. » Lamb dans La Loi de Los Angeles (L.A. Law)
  - Rhea Perlman pour le rôle de Carla Tortelli dans Cheers
  - Sammi Davis pour le rôle de Caroline Hailey dans Homefront
  - Jean Stapleton pour le rôle de Henny dans Fire in the Dark
  - Estelle Getty pour le rôle de  dans Les Craquantes (The Golden Girls)
  - Park Overall pour le rôle de Laverne Todd dans La maison en folie (Empty Nest)
  - Faith Ford pour le rôle de Murphy Brown dans Murphy Brown

### Spéciales

#### Cecil B. DeMille Award
- Robert Mitchum

#### Miss Golden Globe
- Joely Fisher

## Récompenses et nominations multiples

### Nominations multiples

#### Cinéma
8 : Bugsy
5 : Le Silence des agneaux, The Fisher King : Le Roi pêcheur
4 : La Belle et la Bête, JFK, Thelma et Louise
3 : Le Prince des marées, Beignets de tomates vertes
2 : Les Nerfs à vif, Rambling Rose, For the Boys, Robin des Bois, prince des voleurs

#### Télévision
4 : La Loi de Los Angeles, Cheers
3 : Bienvenue en Alaska, Murphy Brown, Evening Shade, La Guerre de Mary Lindell, The Josephine Baker Story, Separate But Equal
2 : Code Quantum, La Voix du silence, Les Ailes du destin, Les Craquantes, La Nouvelle Vie de Sarah, Mariés, deux enfants

#### Personnalités
2 : Oliver Stone, Angela Lansbury

### Récompenses multiples
Légende : Nombre de récompenses/Nombre de nominations

#### Cinéma
3 / 4 : La Belle et la Bête
2 / 5 : The Fisher King : Le Roi pêcheur

#### Télévision
Aucune

#### Personnalité
Aucune

### Les grands perdants

#### Cinéma
1 / 8 : Bugsy
1 / 5 : Le Silence des agneaux

#### Télévision
0 / 4 : Cheers